# Krążenie pozaustrojowe
Krążenie pozaustrojowe (ang. extracorporeal circulation, ECC; cardiopulmonary bypass, CPB) – zastąpienie funkcji serca i płuc podczas zabiegu kardiochirurgicznego na sercu, możliwe dzięki zastosowaniu sztucznego płuco-serca. W trakcie zabiegu krążenie pozaustrojowe nadzorowane jest przez perfuzjonistę w sposób ściśle skoordynowany z działaniami operatora.
W innych, pozakardiochirurgicznych dziedzinach krążenie pozaustrojowe stosuje się w części operacji przeszczepów płuc, w niektórych operacjach przeszczepów wątroby, a w medycynie ratunkowej i intensywnej terapii w przypadkach ostrej odwracalnej niewydolności oddechowej jako metoda pozaustrojowego wspomagania układu oddechowego (ECMO).

## Historia
Krążenie pozaustrojowe było możliwe między innymi dzięki wynalezieniu heparyny i pompy rolkowej. Po skonstruowaniu przez Johna Gibbona sztucznego płucoserca i wykonanie przez niego pierwszej udanej operacji serca z użyciem płucoserca w 1953 rozpoczęła się era krążenia pozaustrojowego. W początkowym okresie zabiegi były związane z dużą śmiertelnością i dużą liczbą powikłań. Najczęściej były to zatory powietrzne i cząsteczkami stałymi z materiałów użytych do krążenia pozaustrojowego. John W. Kirklin w następnych latach usprawnił stosowanie sztucznego płucoserca i w 1955 przeprowadził serię udanych operacji na otwartym sercu w krążeniu pozaustrojowym. Dalsze prace nad udoskonaleniem technicznym płucoserca, wprowadzenie oksygenatora membranowego, wymiennika ciepła, różnego rodzaju filtrów zmniejszyło ilość powikłań i obniżyło śmiertelność oraz poszerzyło zakres operacji z użyciem sztucznego płucoserca. Dzisiaj jest standardową metodą stosowaną w kardiochirurgii i poza nią, np. wyprowadzanie z hipotermii.